# 민물가오리속
민물가오리속(Potamotrygon)은 민물가오리과에 속하는 민물 매가오리아목의 속으로, 남아메리카의 강에 자생하며 때때로 아쿠아리움에서 볼 수 있다. 이들은 열대 및 아열대 기후의 강, 특히 아마존 분지에 서식하며 칠레를 제외한 사실상 모든 남아메리카 국가에 존재한다.
다른 매가오리처럼 이 속의 물고기는 꼬리 밑에 독액이 있는 가시를 가지고 있으며, 이들의 침은 인간에게 위험하다. 남아메리카 원주민들은 피라냐보다 이 가오리를 더 두려워한다고 한다.
민물가오리속은 색, 무늬 및 크기에서 상당히 다양하며, 최대 원반 너비는 P. wallacei의 31 cm에서 P. brachyura의 1.5 m까지 다양하다.

## 아쿠아리움에서
다른 속의 민물 가오리가 거래되기도 하지만, 대부분은 민물가오리속이다. 이들은 깊고 모래가 많은 기질과 함께 기르는 것이 가장 좋으며, 그 속에 몸을 파묻고 눈만 내놓는 경우가 많다. 다른 동물과 영역을 차지하지 않으며, 충분히 큰 수족관이 제공된다면 여러 마리를 함께 기를 수 있다. 이들은 육식성 저층 먹이이며, 수질 조건에 매우 민감하기 때문에 강력한 여과가 필요하다. 많은 종의 가오리가 사육 환경에서 번식되었으며, 수컷은 다른 연골어류와 마찬가지로 클래스퍼의 존재로 구분할 수 있다.

## 종
현재 이 속에는 30개 이상의 현존하는 (살아있는) 종이 인정되고 있다.
- Potamotrygon adamastor 폰테넬레, J. P. & 지 카르발류, M. R., 2017 (브랑코 강 가오리)[6]
- Potamotrygon albimaculata M. R. 지 카르발류, 2016 (이타이투바 강 가오리 또는 타파조스 강 가오리)[7]
- Potamotrygon amandae 로보다 & M. R. 지 카르발류, 2013 (아만다 강 가오리)[8]
- Potamotrygon amazona 폰테넬레, J. P. & 지 카르발류, M. R., 2017 (아마존 상류 거친 강 가오리)[6]
- Potamotrygon boesemani R. S. 호사, M. R. 지 카르발류 & 반데를레이, 2008 (뵈스만 강 가오리)[9]
- Potamotrygon brachyura (귄터, 1880) (짧은 꼬리 강 가오리)
- Potamotrygon constellata (바이양, 1880) (가시 강 가오리)
- Potamotrygon falkneri 카스텍스 & 마시에우, 1963 (큰 점 강 가오리)
- Potamotrygon garmani 폰테넬레, J. P. & 지 카르발류, M. R., 2017 (거먼 강 가오리)[6]
- Potamotrygon henlei (카스텔노, 1855) (큰 이빨 강 가오리)
- Potamotrygon histrix (J. P. 뮐러 & 헨레, 1834) (호저 강 가오리)
- Potamotrygon humerosa 거먼, 1913 (거친 등 강 가오리)
- Potamotrygon jabuti M. R. 지 카르발류, 2016 (진주 강 가오리)[7]
- Potamotrygon leopoldi 카스텍스 & 카스텔루, 1970 (흰 점 강 가오리)
- Potamotrygon limai 폰테넬레, J. P. C. B. 시우바 & M. R. 지 카르발류, 2014 (제 리마 강 가오리)[10]
- Potamotrygon magdalenae (A. H. A. 뒤메릴, 1865) (막달레나 강 가오리)
- Potamotrygon marinae 데이나트, 2006 (마리나 강 가오리)
- Potamotrygon marquesi Silva & Loboda, 2019[11]
- Potamotrygon motoro (J. P. 뮐러 & 헨레, 1841) (눈알 강 가오리)
- Potamotrygon ocellata (엥겔하르트, 1912) (붉은 점 강 가오리)
- Potamotrygon orbignyi (카스텔노, 1855) (매끈한 등 강 가오리)
- Potamotrygon pantanensis 로보다 & M. R. 지 카르발류, 2013 (판타나우 강 가오리)[8]
- Potamotrygon rex M. R. 지 카르발류, 2016 (큰 강 가오리)[12]
- Potamotrygon schroederi 페르난데스-예페즈, 1958 (꽃 가오리 또는 로제트 강 가오리)
- Potamotrygon schuhmacheri 카스텍스, 1964 (파라나 강 가오리)
- Potamotrygon scobina 거먼, 1913 (거친 강 가오리)
- Potamotrygon signata 거먼, 1913 (파르나이바 강 가오리)
- Potamotrygon tatianae J. P. C. B. 시우바 & M. R. 지 카르발류, 2011 (타티아나 강 가오리)
- Potamotrygon tigrina M. R. 지 카르발류, 사바지 페레스 & 러브조이, 2011 (호랑이 강 가오리)[13]
- Potamotrygon wallacei M. R. 지 카르발류, R. S. 호사 & M. L. G. 아라우주, 2016 (쿠루루 가오리)[4]
- Potamotrygon yepezi 카스텍스 & 카스텔루, 1970 (마라카이보 강 가오리)

### 멸종된 종(화석)
세 종은 멸종되었으며 제3기 화석 유적에서만 알려져 있다.
- †Potamotrygon canaanorum
- †Potamotrygon contamanensis
- †Potamotrygon rajachloeae